# جيفري كاهان
جيفري كاهان (بالإنجليزية: Jeffrey Kahane)‏ هو عازف بيانو أمريكي، ولد في 12 سبتمبر 1956 في لوس أنجلوس في الولايات المتحدة.

## وصلات خارجية
- جيفري كاهان على موقع ميوزك برينز (الإنجليزية)
- جيفري كاهان على موقع أول ميوزيك (الإنجليزية)
- جيفري كاهان على موقع ديسكوغز (الإنجليزية)